# Анновка (Белокалитвинский район)
Анновка — хутор в Белокалитвинском районе Ростовской области.
Входит в состав Ильинского сельского поселения.

## География
На хуторе имеются две улицы: Кольцевая и Песчаная.

## Население
| 1989 | 2002 | 2010 |
| ---- | ---- | ---- |
| 106  | ↗115 | ↘96  |

## Достопримечательности
Территория Ростовской области была заселена еще в эпоху неолита. Люди, живущие на древних стоянках и поселениях у рек, занимались в основном собирательством и рыболовством. Степь для скотоводов всех времён была бескрайним пастбищем для домашнего рогатого скота. От тех времен осталось множество курганов с захоронениями  жителей этих мест. Курганы и курганные группы находятся на государственной охране.
Поблизости от территории хутора Анновка Белокалитвинского района расположено несколько достопримечательностей – памятников археологии. Они охраняются в соответствии с Федеральным законом от 25.06.2002 N 73-ФЗ "Об объектах культурного наследия (памятниках истории и культуры) народов Российской Федерации", Областным законом от 22.10.2004 N 178-ЗС "Об объектах культурного наследия (памятниках истории и культуры) в Ростовской области", Постановлением Главы администрации РО от 21.02.97 N 51 о принятии на государственную охрану памятников истории и культуры Ростовской области и мерах по их охране и др. 
- Курганная группа "Анновский I" (2 кургана), расположена на расстоянии около 800 метров к северо-западу от хутора Анновка.
- Курганная группа "Анновский II" (2 кургана), расположена в 1500 метрах к северо-западу от хутора Анновка.
- Курганная группа "Анновский III" (3 кургана), расположена в 2000 метрах к северо-западу от хутора Анновка[4].